# Kota Fujimoto
Kota Fujimoto (藤本 康太 Fujimoto Kota?), född 2 april 1986 i Kumamoto prefektur, är en japansk fotbollsspelare.
Fujimoto började sin karriär 2005 i Cerezo Osaka. Han spelade 216 ligamatcher för klubben. Med Cerezo Osaka vann han japanska ligacupen 2017 och japanska cupen 2017. Han avslutade karriären 2019.